# It's a Wonderful World (film, 1956)
Pour les articles homonymes, voir It's a Wonderful World.
Pour plus de détails, voir Fiche technique et Distribution.
It's a Wonderful World est un film musical britannique réalisé par Val Guest et sorti en 1956.

## Synopsis
À Londres, les jeunes auteurs-compositeurs Ray Thompson et Ken Millar, en mal de succès, vivotent dans leur petit studio, harcelés par leur logeuse pour retards de loyer. Ils font la connaissance de la Française Georgie Dubois, 20 ans, leur voisine de l'immeuble d'en face, au moment où on vient saisir leur piano. Georgie, chanteuse débutante, passe une audition en interprétant une de leurs chansons, When You Came Along, et elle est engagée dans l'orchestre de Ted Heath qui doit assurer la prochaine Royal Variety Performance (en). 
Mais contrairement aux rêves des deux musiciens, les royalties récoltées sont bien maigres... Ken Millar en veut davantage en provoquant l'événement : la musique dissonante sortie d'un vieux disque voilé, et oublié, lui donne l'idée de copier (à l'envers) cette musique sur bande magnétique et de la présenter à son éditeur Bert Fielding comme une « œuvre d'avant-garde » qu'il baptise City of Souls, composée par un certain « Rimsikoff ». 
La tortueuse partition, jouée jusqu'à l'épuisement par The London Concerto Orchestra au Royal Albert Hall, laisse le public silencieux et dubitatif, mais, applaudi avec ferveur par le snobinard critique musical Mervyn Wade, le concert est finalement ovationné. Tous les professionnels veulent alors rencontrer le génial Rimsikoff tandis que Georgie, qui a incidemment découvert le pot aux roses, va s'employer à arranger les affaires de ses deux copains avec l'aide de Ted Heath.

## Fiche technique
- Titre original : It's a Wonderful World
- Réalisateur : Val Guest
- Scénario : Val Guest
- Décors : Elwen Webb
- Costumes : Julie Harris
- Photographie : Wilkie Cooper
- Son : Red Law, Bert Ross
- Montage : John Pomeroy
- Musique et direction d'orchestre : Robert Farnon
- Producteurs : George Minter, Denis O’Dell (producteur associé)[2]
- Société de production : George Minter Productions (Royaume-Uni)[2]
- Société de distribution : Renown Pictures Corporation (Royaume-Uni)[2]
- Pays d'origine :  Royaume-Uni
- Langues originales : anglais, français
- Format : 35 mm — couleur (Technicolor) — 2.35:1 (Spectascope) — son monophonique (Western Electric)
- Genre : film musical, comédie
- Durée : 87 minutes
- Date de sortie : 26 août 1956
- Film non répertorié par le Centre national du cinéma et de l'image animée
- Tous publics

## Distribution
- Terence Morgan : Ray Thompson
- George Cole : Ken Millar
- Mylène Demongeot créditée « Mylene Nicole » : Georgie Dubois
- Ted Heath : lui-même avec son orchestre (Ted Heath and His Music)
- Dennis Lotis (en) : lui-même, chanteur-vedette de l'orchestre Ted Heath and His Music
- Kathleen Harrison : Miss Gilly, la logeuse
- James Hayter : Bert Fielding
- Harold Lang : Mervyn Wade
- Maurice Kaufmann : Paul Taylor
- Reginald Beckwith : le manager
- Charles Clay : Sir Thomas Van Broughton
- Richard Wattis : Harold
- Shirley Anne Field : la jolie visiteuse chez Fielding Music

## BO

### Chansons
Track listing :
1. Girls, Girls, Girls, paroles de Moira Heath et musique de Ted Heath, interprétée par Dennis Lotis (en) (ouverture).
2. When You Came Along, paroles de Moira Heath et musique de Ted Heath, interprétée en duo par Mylène Demongeot et Terence Morgan (chez Georgie).
3. A Few Kisses Ago, paroles de Val Guest et musique de Robert Farnon, interprétée par Dennis Lotis (au studio Decca).
4. When You Came Along, reprise par Mylène Demongeot (au studio Decca).
5. Rosane, paroles de Val Guest et musique de Robert Farnon, interprétée par Dennis Lotis (au studio Decca).
6. When You Came Along, reprise par Mylène Demongeot (à la Royal Variety Performance (en) 1955).

### Musique additionnelle
- Hawaiian War Chant, chanson écrite et composée par le prince hawaïen Leleiohoku II dit « Prince Leleiohoku », arrangements de Johnny Keating, version instrumentale interprétée par Ted Heath and His Music[3].

## Production

### Genèse
- Mylène Demongeot[4] : « Je rencontre des producteurs anglais qui cherchent une jeune première française pour une comédie musicale qui va se tourner à Londres. […] Le metteur en scène, Val Guest, est assez jeune, sympathique… Je baragouine avec lui dans un anglais plus qu’approximatif, scolaire, genre « my tailor is rich », méthode Assimil, première leçon…
— Savez-vous chanter et danser ?
— Je dis « Yes, yes, of course » tout en hochant la tête vigoureusement.
Danser, oui, bon, j’ai tout de même fait de la danse classique… Un peu. Quand j’étais petite. […] Quant au chant, je n’ai jamais pris de cours. Mais je suis pianiste, je chante juste et puis Val Guest me dit que ce sera du play-back… […] Mes partenaires sont adorables, le metteur en scène est adorable, ils me trouvent adorable… L’histoire est toute simple. J’ai de jolies robes, le play-back roule tout seul… […] Le pire, c’est que je n’ai même jamais vu le film ! »

### Tournage
- Année prises de vue : 1955.
- Intérieurs : studios de Shepperton.
- Extérieurs à Londres : Hammersmith Palais ou « Palais de Danse » (en), Royal Albert Hall.

## Accueil
- The TCM Movie Database États-Unis note en conclusion de son article : « Peut-être que quatre adolescents de Liverpool ont été inspirés par ce film pour incorporer des manipulations de bandes magnétiques dans plusieurs de leurs tubes une décennie plus tard ! »[5]
- Allmovie États-Unis écrit : « Val Guest réussit à provoquer l'hilarité avec son thème de l'enregistrement vieillot reconverti en musique nouvelle qui séduit les snobs. Pour le public d'aujourd'hui, le principal intérêt de It's a Wonderful World est la présence du musicien Ted Heath dont les apparitions à l'écran étaient bien trop rares. »[6]

### Vidéographie
- (en) It's a Wonderful World de Val  Guest, Simply Home Entertainment, coll. « Classics » (no 122218), 19 juin 2006, 1 DVD zone 2, image 16/9 et scope, couleur et son mono, sans sous-titres, 87 min (EAN 5019322222187) [présentation en ligne]Sans bonus, langue anglaise sans autre choix.